# Хех
| C11 |

| C11 |

Хех, Хух — абстрактне божество єгипетської міфології, що асоціювалося з постійністю часу і вічністю, уособлення безкінечності, безкрайнього простору. Його аналог — грецький Хаос і Апейрон. Зображувався в образі чоловіка з головою жаби.

## Опис
Ім'я божества перекладається як «нескінченний». Хех був андрогіном, його жіноча форма — Хаухет. На ілюстраціях його чоловіча сутність представляється як жаба або людина з головою жаби. Жіноча — як змія або змієголова жінка. Також його часто зображували з пальмовою гілкою в руці або на голові, що мало символізувати довге життя єгиптян. Його ієрогліф використовували в Давньому Єгипті як позначення нескінченності.